# Comédie d'été
Pour plus de détails, voir Fiche technique et Distribution.
Comédie d'été est un film français réalisé par Daniel Vigne et sorti en 1989.

## Fiche technique
- Titre : Comédie d'été
- Réalisation : Daniel Vigne, assisté de Michel Debats
- Scénario : Daniel Vigne et Colo Tavernier d'après le roman d'Eduard von Keyserling[1]
- Production : Ariel Zeitoun
- Décors : Françoise de Leu
- Costumes : Ève-Marie Arnault
- Musique : Jean-Claude Vannier
- Photographie : André Neau
- Montage : Thierry Simonnet et Daniel Vigne
- Pays d'origine :  France
- Lieux de tournage : Châtelperron - Jaligny-sur-Besbre
- Format : Couleurs
- Genre : drame, romance
- Durée : 104 minutes
- Date de sortie : France - 4 octobre 1989

## Distribution
- Maruschka Detmers : Vicky
- Rémi Martin : Adrien
- Jean-Claude Brialy : Gaston
- Nelly Borgeaud : Louise
- Mila Parély : Le comtesse
- Jean-François Perrier : Alfred
- Jessica Forde : Bibi
- Thierry Fortineau : Sébastien
- Jean-Claude Bolle-Reddat
- Céline Samie : La fille
- Vincent Solignac : Pierre
- Philippe Uchan : Mathieu